# Shocking Lies
Shocking Lies (il cui titolo integrale è Shocking Lies: Sanningar om lögner och fördomar i porrdebatten, ovvero Verità sconvolgente: verità, bugie e pregiudizi nel dibattito sul porno) è una raccolta di saggi scritti da giornalisti e professionisti del cinema porno sulla scia e nei riguardi del documentario Shocking Truth della giornalista e regista femminista svedese Alexa Wolf, in cui quest'ultima si occupava dei retroscena, spesso terrificanti e cruenti, del cinema porno.